# Nguyễn Văn Mại

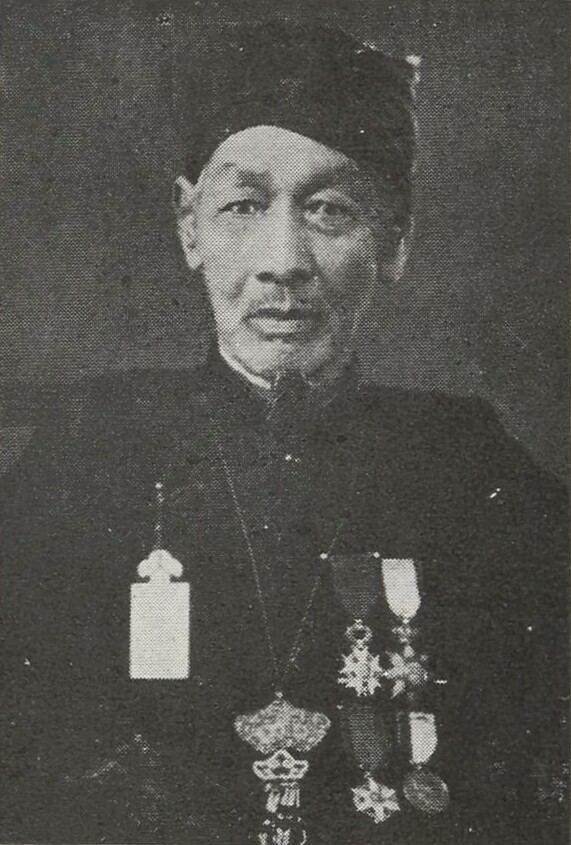
Chân dung Phó bảng Nguyễn Văn Mại

Nguyễn Văn Mại (chữ Hán: 阮文邁; 1858-1945), tự Tiểu Cao (小皋), hiệu Lô Giang (蘆江), là một danh sĩ và nhà khoa bảng Việt Nam. Ông từng là quan cho nhà Nguyễn đến hàm Thượng thư Bộ Lễ, Thái tử Thiếu bảo, Hiệp tá Đại học sĩ. Ông là tác giả của "Việt Nam phong sử", "Lô Giang tiểu sử" và "Tiện huề Hán thư".

## Thân thế
Nguyễn Văn Mai sinh ngày 16 tháng 12 năm 1858 (tài liệu Quốc triều đăng khoa lục, quyển 03, ghi ông sinh năm Quý Sửu 1853), người làng Niêm Phò, tổng Phước Yên, huyện Quảng Điền, tỉnh Thừa Thiên ((nay thuộc xã Quảng Thọ, tỉnh Thừa Thiên Huế).
Thuở nhỏ ông học Nho học tại làng, sau theo học tại trường Đốc Thừa Thiên. Năm 1884, ông thi đỗ Thủ khoa kỳ thi Hương (Giải nguyên) khoa thi năm Giáp Thân tại trường Thừa Thiên. Năm 1889, ông thi đỗ Phó bảng khoa thi năm Kỷ Sửu.
Năm 1891, ông được bổ giữ chức Tri phủ An Nhơn (Bình Định), đến năm 1898 thì được chuyển làm làm Án sát, rồi Bố chánh Quảng Nam. Thời gian ở Quảng Nam, ông cùng với Tổng đốc Đào Tấn vừa chỉnh đốn chính trường vừa mở mang học vấn cho sĩ tử, nhờ đó tỉnh Quảng Nam có nhiều học trò thành đạt như Phạm Liệu, Huỳnh Thúc Kháng, Trần Quý Cáp... Năm 1901, ông được bổ làm Phó chủ khảo kỳ thi Hội (Chánh chủ khảo là Hiệp biện Đại học sĩ Cao Xuân Dục). Kỳ thi này lấy được 9 tiến sĩ và 13 phó bảng, trong đó Ngô Đức Kế (Đệ tam giáp Tiến sĩ, Á khoa), Nguyễn Đình Hiến, Nguyễn Sinh Huy và Phan Châu Trinh (Phó bảng). 
Năm 1901, ông được bổ làm Án sát Khánh Hòa kiêm Thuận Khánh tổng đốc quan phòng. Thời gian tại đây, ông có công trong việc huấn thị lập trường học chữ quốc ngữ tại hai tỉnh Thuận - Khánh được vua Thành Thái ban khen và tư cho các tỉnh thành khác cùng học tập, gia hàm Quang lộc tự khanh. Năm 1906, ông được bổ làm Phó chủ khảo Trường thi Hương Bình Định (Chánh chủ khảo là Trực học sĩ sung Toản tu Lưu Đức Xứng). Năm 1908, ông được chuyển ra giữ chức Bố chánh, sau thăng làm Tuần phủ Hà Tĩnh, sau đổi sang Tuần phủ Trị Bình.
Năm 1912, ông được triệu về kinh đô Huế, làm Tham tri bộ Học. Cùng năm, ông được sung làm Chủ khảo Trường thi Hương Nghệ An. Sau ông được thăng làm Viên ngoại lang Cơ mật viện, sau thăng làm Tham biện bộ Lễ, tháp tùng vua Khải Định sang Pháp năm 1922. Sau khi về nước, ông được triều đình gia hàm Thượng thư, Thái tử Thiếu bảo, Hiệp tá Đại học sĩ rồi về hưu tại Huế.
Ông qua đời ngày 11 tháng 2 năm 1945 tại Huế.
Các tác phẩm thi văn của ông hiện được lưu giữ và nghiên cứu trong các trường Đại học như Việt Nam phong sử, Lô giang Tiểu sử, Tiện huề Hán thư...

## Gia đình
Ông lập gia đình với bà Thân Thị Vỹ (1862–1946), người của dòng họ Thân Trọng ở làng Nguyệt Biều, (Hương Thủy, Thừa Thiên Huế), một dòng họ danh tiếng với các bậc khoa bảng như Thượng thư Thân Trọng Huề.
Ông có 2 người con nổi tiếng là linh mục Giuse Maria Nguyễn Văn Thích (1891–1978), nguyên Tổng Tuyên úy Hướng đạo Việt Nam (1953) và Đại tá, Kỹ sư Lê Tâm (1920-2019; tên thật là Nguyễn Hy Hiền), nguyên Trưởng phòng Quân giới Nam Bộ (1945-1952).
Đại tướng Nguyễn Chí Thanh, tên thật Nguyễn Vịnh, là cháu gọi ông bằng bác.